# Scottish Cup 1900-01
Scottish Football Association Challenge Cup 1900–01 var den 28. udgave af Scottish Football Association Challenge Cup, nu til dags bedre kendt som Scottish Cup. Første runde blev påbegyndt den 5. januar 1901, og turneringen blev afsluttet den 6. april 1901, hvor Heart of Midlothian FC vandt finalen over Celtic FC med 4-3. Sejren var Hearts' tredje i turneringens historie, og de to første blev vundet i sæsonerne 1890-91 og 1895-96.

## Resultater

### Heart of Midlothian FC's vej til sejren
| Runde        | Dato  | Kamp                                              | Res. |
| ------------ | ----- | ------------------------------------------------- | ---- |
| Første runde | 12.1. | Heart of Midlothian FC – Mossend Swifts FC        | 7–0  |
| Anden runde  | 9.2.  | Heart of Midlothian FC – Queen's Park FC          | 2–1  |
| Kvartfinale  | 16.2. | Port Glasgow Athletic FC – Heart of Midlothian FC | 1–5  |
| Semifinale   | 9.3.  | Heart of Midlothian FC – Hibernian FC             | 1–1  |
| Semifinale   | 23.3. | Hibernian FC – Heart of Midlothian FC             | 1–2  |
| Finale       | 6.4.  | Heart of Midlothian FC – Celtic FC                | 4–3  |

### Første runde
| Dato    | Kamp                                                    | Res.  |
| ------- | ------------------------------------------------------- | ----- |
| 5.1.    | Clyde F.C. – East Stirlingshire FC                      | 6–0   |
| 12.1.   | Ayr FC – Orion FC                                       | 2–2   |
| 12.1.   | Celtic FC – Rangers FC                                  | 1–0   |
| 12.1.   | Dundee FC – Arthurlie FC                                | 3–1   |
| 12.1.   | Forfar Athletic FC – Leith Athletic FC                  | 0–4   |
| 12.1.   | Heart of Midlothian FC – Mossend Swifts FC              | 7–0   |
| 12.1.   | Hibernian FC – Dumbarton FC                             | 7–0   |
| 12.1.   | Kilmarnock FC – Airdrieonians FC                        | 3–2   |
| 12.1.   | Morton FC – Bo'ness FC                                  | 10–00 |
| 12.1.   | Port Glasgow Athletic FC – Newton Stewart Athletic FC   | 9–1   |
| 12.1.   | Royal Albert FC – St. Johnstone FC                      | 1–1   |
| 12.1.   | St. Bernard's FC – Partick Thistle FC                   | 5–0   |
| 12.1.   | St. Mirren FC – Kilwinning Eglington FC                 | 10–00 |
| 12.1.   | Stenhousemuir FC – Queen's Park FC                      | 1–3   |
| 12.1.   | Third Lanark Rifle Volunteers FC – Douglas Wanderers FC | 5–0   |
| 31.1.   | Dundee Wanderers FC – Abercorn FC                       | 0–3   |
| Omkampe |                                                         |       |
| 19.1.   | Orion FC – Ayr FC                                       | 1–3   |
| 9.2.    | St. Johnstone FC – Royal Albert FC                      | 0–2   |

### Anden runde
Seksten hold spillede om otte pladser i kvartfinalerne.
| Dato    | Kamp                                           | Res. |
| ------- | ---------------------------------------------- | ---- |
| 26.1.   | Ayr FC – St. Mirren FC                         | 1–3  |
| 26.1.   | Morton FC – St. Bernard's FC                   | 1–1  |
| 26.1.   | Third Lanark Rifle Volunteers FC – Abercorn FC | 1–1  |
| 9.2.    | Celtic FC – Kilmarnock FC                      | 6–0  |
| 9.2.    | Clyde F.C. – Dundee FC                         | 3–5  |
| 9.2.    | Heart of Midlothian FC – Queen's Park FC       | 2–1  |
| 9.2.    | Leith Athletic FC – Port Glasgow Athletic FC   | 0–3  |
| 16.2.   | Royal Albert FC – Hibernian FC                 | 1–1  |
| Omkampe |                                                |      |
| 9.2.    | Abercorn FC – Third Lanark Rifle Volunteers FC | 0–1  |
| 9.2.    | Morton FC – St. Bernard's FC                   | 3–1  |
| 23.2.   | Hibernian FC – Royal Albert FC                 | 1–0  |

### Kvartfinaler
I kvartfinalerne spillede de otte vindere fra ottendedelsfinalerne om fire pladser i semifinalerne.
| Dato          | Kamp                                              | Res. |
| ------------- | ------------------------------------------------- | ---- |
| 16.2.         | Dundee FC – Celtic FC                             | 0–1  |
| 16.2.         | Port Glasgow Athletic FC – Heart of Midlothian FC | 1–5  |
| 16.2.         | St. Mirren FC – Third Lanark Rifle Volunteers FC  | 0–0  |
| 2.3.          | Hibernian FC – Morton FC                          | 2–0  |
| Omkamp        |                                                   |      |
| 23.2.         | Third Lanark Rifle Volunteers FC – St. Mirren FC  | 1–1  |
| Anden omkamp  |                                                   |      |
| 2.3.          | St. Mirren FC – Third Lanark Rifle Volunteers FC  | 3–3  |
| Tredje omkamp |                                                   |      |
| 9.3.          | St. Mirren FC – Third Lanark Rifle Volunteers FC  | 1–0  |

### Semifinaler
| Dato   | Kamp                                  | Res. | Spillested                 |
| ------ | ------------------------------------- | ---- | -------------------------- |
| 9.3.   | Heart of Midlothian FC – Hibernian FC | 1–1  | Tynecastle Park, Edinburgh |
| 23.3.  | Celtic FC – St. Mirren FC             | 1–0  | Celtic Park, Glasgow       |
| Omkamp |                                       |      |                            |
| 23.3.  | Hibernian FC – Heart of Midlothian FC | 1–2  | Eastern Road, Edinburgh    |

### Finale
| Dato | Kamp                               | Res. | Tilskuere | Spillested          |
| ---- | ---------------------------------- | ---- | --------- | ------------------- |
| 6.4. | Heart of Midlothian FC – Celtic FC | 4–3  | 12.000    | Ibrox Park, Glasgow |